# Shōta Tamura
Shōta Tamura (japanisch 田村 翔太 Tamura Shōta; * 4. Februar 1995 in Owariasahi, Präfektur Aichi) ist ein japanischer Fußballspieler.

## Karriere
Shōta Tamura erlernte das Fußballspielen in der Schulmannschaft der Yokkaichi Chuo Technical High School. Seinen ersten Vertrag unterschrieb er 2013 bei Shonan Bellmare. Der Verein spielte in der höchsten Liga des Landes, der J1 League. 2014 wurde er an den Drittligisten Fukushima United FC ausgeliehen. Für den Verein absolvierte er 23 Ligaspiele. 2016 kehrte er zu Shonan Bellmare zurück. 2017 wurde er an den Drittligisten Fukushima United ausgeliehen. Nach der Ausleihe wurde er von Fukushima fest unter Vertrag genommen. 2019 wechselte er für zwei Jahre in die Präfektur Kumamoto zum Drittligisten Roasso Kumamoto. Für Kumamoto absolvierte er 25 Drittligaspiele. Der Viertligist Suzuka Point Getters aus Suzuka nahm ihn im Januar 2021 für eine Saison unter Vertrag. 2021 absolvierte er für Suzuka 31 Viertligaspiele. Im Januar 2022 unterzeichnete er einen Vertrag beim ebenfalls in der vierten Liga spielenden Veertien Mie. Nach 86 Ligaspielen, in denen er 32 Treffer erzielte, wechselte er im Januar 2025 zum Drittligisten Nara Club.